# 燕魟科
燕魟科又名鳶魟科，為軟骨魚綱燕魟目的其中一科，底下唯一一屬燕魟屬。

## 分布
本科魚類廣泛分布於各大洋。

## 深度
水深3至200公尺以上。

## 分類
燕魟科唯一一個屬，如下：
- 燕魟屬(Gymnura)
  - 阿富燕魟(Gymnura afuerae)
  - 大燕魟(Gymnura altavela)
  - 澳洲燕魟(Gymnura australis)
  - 戴星鳶魟(Gymnura bimaculata)：又稱雙斑燕魟。
  - 密斑燕魟(Gymnura crebripunctata)
  - 馬德拉島燕魟(Gymnura hirundo)
  - 日本鳶魟(Gymnura japonica)：又稱日本燕魟。
  - 加州燕魟(Gymnura marmorata)
  - 小尾燕魟(Gymnura micrura)
  - 花尾燕魟(Gymnura poecilura)
  - 觸角燕魟(Gymnura tentaculata)
  - 條尾燕魟(Gymnura zonura = Aetoplatea zonura)：又稱菱燕魟、菱鳶魟、條尾鳶魟。

## 特徵
本科魚類近似魟科物种而體盤較寬，左右徑超過前後徑1.5倍。尾特別細短，背鰭1枚，或無。尾棘1枚或數枚，棘緣光滑或具鋸齒。口腔無乳突。胸鳍长而宽。尾短而无尾刺。

## 生態
本科魚類廣泛分布於全球各大洋。活動力差，通常將身體埋於沙泥中，僅露出雙眼和呼吸孔，或利用胸鰭做波浪狀的運動而貼游於底層水域。屬肉食性，以小魚、甲殼類及軟體動物為食。卵胎生。

## 外部連結
- 燕魟科圖片